# Vārkava
Vārkava es la capital del municipio homónimo de la región letona de Latgale, con una población a fecha de 1 de enero de 2018 era de 1869 habitantes.
Se encuentra ubicada al este del país, cerca de la frontera con Bielorrusia y Lituania.